# Арсалой
Арсалой — один из чеченских тайпов.

## Название
По мнению А.Сулейманова, этноним фонетически и по смыслу близок этническому названию «Орсой».

## Расселение
Представители тайпа проживают в Рошни-Чу, Гехи-Чу, Урус-Мартане, Ачхой-Мартане.

## Топонимы
АрсиелаштӀи (Арсиелашти) — возвышенность на юге Хилоя.
Арселойн лам «Арселойцев гора» — на юго-западной стороне Хилоя.
Арсиел дукъ (Арсиел дук) «Ар (ор) Сиелы хребет» — на западе от развалин Хилоя.